# Stagonospora intermixta
Stagonospora intermixta (Cooke) Sacc. – gatunek grzybów z rodziny Didymosphaeriaceae. Mikroskopijny grzyb pasożytniczy powodujący plamistość liści u traw.

## Systematyka i nazewnictwo
Pozycja w klasyfikacji według Index Fungorum: Stagonospora, Phaeosphaeriaceae, Pleosporales, Pleosporomycetidae, Dothideomycetes, Pezizomycotina, Ascomycota, Fungi.
Po raz pierwszy opisał go w 1878 r. Mordecai Cubitt Cooke, nadając mu nazwę Hendersonia intermixta. W 1884 r. Pier Andrea Saccardo przeniósł go do rodzaju Stagonospora. Według Index Fungorum jest to takson niepewny.

## Występowanie i siedlisko
W Polsce podano jego występowanie na trawie z rodzaju mietlica (Agrostis). Wśród roślin uprawianych w Polsce wywołuje grzybową chorobę o nazwie brunatna plamistość liści traw.